# كايو ناكاياما
كايو ناكاياما (باليابانية: 中山 開帆) (11 يناير 1993 في فوكوكا في اليابان – )؛ هو لاعب كرة قدم كان يلعب كحارس مرمى.

## وصلات خارجية
- كايو ناكاياما على موقع رابطة كرة القدم اليابانية للمحترفين (اليابانية)
- كايو ناكاياما على موقع قاعدة بيانات كرة القدم.إي يو (الإنجليزية)
- كايو ناكاياما على موقع Soccerway.com (الإنجليزية)
- كايو ناكاياما على موقع عالم كرة القدم.نت (الإنجليزية)